# Dubai Tennis Championships 2001 - Qualificazioni singolare maschile
Le qualificazioni del singolare maschile del Dubai Tennis Championships 2001 sono state un torneo di tennis preliminare per accedere alla fase finale della manifestazione. I vincitori dell'ultimo turno sono entrati di diritto nel tabellone principale. In caso di ritiro di uno o più giocatori aventi diritto a questi sono subentrati i lucky loser, ossia i giocatori che hanno perso nell'ultimo turno ma che avevano una classifica più alta rispetto agli altri partecipanti che avevano comunque perso nel turno finale.
Le qualificazioni del torneo Dubai Tennis Championships 2001 prevedevano 16 partecipanti di cui 4 sono entrati nel tabellone principale.

## Teste di serie
1. Jeff Tarango (Qualificato)
2. Lars Burgsmüller (Qualificato)
3. Daniel Nestor (Qualificato)
4. Tomas Behrend (Qualificato)

1. Tuomas Ketola (ultimo turno)
2. Fazaluddin Syed (primo turno)
3. Rogier Wassen (ultimo turno)
4. Artem Derepasko (ultimo turno)

## Qualificati
1. Jeff Tarango
2. Lars Burgsmüller

1. Daniel Nestor
2. Tomas Behrend

## Tabellone

### Legenda
| - Q = Qualificato - WC = Wild card - LL = Lucky loser | - ALT = Alternate - SE = Special Exempt - PR = Protected Ranking | - w/o = Walkover - r = Ritirato - d = Squalificato |

### Sezione 1
|  | Primo turno | Primo turno     | Primo turno     | Primo turno | Primo turno |  |  | Ultimo turno | Ultimo turno    | Ultimo turno    | Ultimo turno | Ultimo turno |  |
|  |             |                 |                 |             |             |  |  |              |                 |                 |              |              |  |
|  | 1           | Jeff Tarango    | 3               | 6           | 6           |  |  |              |                 |                 |              |              |  |
|  |             | Tim Crichton    | 6               | 4           | 4           |  |  | 1            | Jeff Tarango    | Jeff Tarango    | 6            | 6            |  |
|  | 8           | Artem Derepasko | Artem Derepasko | 6           | 6           |  |  | 8            | Artem Derepasko | Artem Derepasko | 2            | 1            |  |
|  |             | Sander Groen    | Sander Groen    | 3           | 4           |  |  |              |                 |                 |              |              |  |

### Sezione 2
|  | Primo turno | Primo turno      | Primo turno      | Primo turno      | Primo turno |  |  | Ultimo turno | Ultimo turno     | Ultimo turno     | Ultimo turno | Ultimo turno |  |
|  |             |                  |                  |                  |             |  |  |              |                  |                  |              |              |  |
|  | 2           | Lars Burgsmüller | Lars Burgsmüller | Lars Burgsmüller | W-O         |  |  |              |                  |                  |              |              |  |
|  |             | Michael Berrer   | Michael Berrer   | Michael Berrer   |             |  |  | 2            | Lars Burgsmüller | Lars Burgsmüller | 6            | 7            |  |
|  | 7           | Rogier Wassen    | 6                | 5                | 7           |  |  | 7            | Rogier Wassen    | Rogier Wassen    | 3            | 63           |  |
|  |             | Ashley Fisher    | 3                | 7                | 5           |  |  |              |                  |                  |              |              |  |

### Sezione 3
|  | Primo turno | Primo turno   | Primo turno   | Primo turno | Primo turno |  |  | Ultimo turno | Ultimo turno  | Ultimo turno | Ultimo turno | Ultimo turno |  |
|  |             |               |               |             |             |  |  |              |               |              |              |              |  |
|  | 3           | Daniel Nestor | Daniel Nestor | 6           | 7           |  |  |              |               |              |              |              |  |
|  |             | Sandon Stolle | Sandon Stolle | 3           | 6(0)        |  |  | 3            | Daniel Nestor | 7            | 2            | 6            |  |
|  | 5           | Tuomas Ketola | Tuomas Ketola | 6           | 6           |  |  | 5            | Tuomas Ketola | 63           | 6            | 1            |  |
|  |             | Issam Jellali | Issam Jellali | 0           | 3           |  |  |              |               |              |              |              |  |

### Sezione 4
|  | Primo turno | Primo turno          | Primo turno          | Primo turno | Primo turno |  |  | Ultimo turno | Ultimo turno    | Ultimo turno | Ultimo turno | Ultimo turno |  |
|  |             |                      |                      |             |             |  |  |              |                 |              |              |              |  |
|  | 4           | Tomas Behrend        | Tomas Behrend        | 6           | 6           |  |  |              |                 |              |              |              |  |
|  |             | Zeeshan Ali          | Zeeshan Ali          | 2           | 3           |  |  | 4            | Tomas Behrend   | 5            | 6            | 7            |  |
|  |             | Fazaluddin Syed      | Fazaluddin Syed      | 6           | 6           |  |  |              | Fazaluddin Syed | 7            | 4            | 65           |  |
|  | 6           | Oscar Burrieza-Lopez | Oscar Burrieza-Lopez | 3           | 4           |  |  |              |                 |              |              |              |  |